# Pelog
A pelog egy zenei hangsor, az indonéziai gamelán zene leggyakrabban használt skálája a szlendro mellett. A pelog az oktávot hét nem egyenlő hangközre osztja, de ebből a gyakorlatban többnyire csak öt fokot használ.
A diatonikus hangsorhoz hasonlóan a pelog is kisebb és nagyobb hangközértékek váltakozásából áll, csakhogy ezek egyike sem közelíti meg akár a tiszta hangolású, akár a kiegyenlített hangolású hangközértékeket. A pelog nagyobb hangköze 240 és 270 cent között mozog, tehát a nagyszekundnál mindig nagyobb és a kistercnél kisebb; a kis hangköz 115 és 165 C közötti, ami a félhangnál nagyobb, de kisebb, mint az egészhang.
A pelog az oktáv felosztására öt kisebb és két nagyobb hangközt használ, mégpedig 2–1–3–1 periodicitással. Érdekes, hogy a diatonikus hangsor felosztása is hasonló sémát mutat, csak az utóbbi öt nagyobb, két kisebb hangközt használ.
A pelog skála két kis mértékben eltérő változatának és a nyugati kiegyenlített hangolású hangsornak a cent-skálán való egybevetése a következő diagramot adja:
| bem 0 | gulu 120 | dada 270 | pelog 510 | lima 660 | nem 780 | barang 930 | bem 1200 |

| 120 | 150 | 240 | 150 | 120 | 150 | 270 |

| 120 | 150 | 270 | 130 | 115 | 165 | 250 |

| 100 | 100 | 100 | 100 | 100 | 100 | 100 | 100 | 100 | 100 | 100 | 100 |

| dó |  | ré |  | mi | fá |  | szó |  | lá |  | ti | dó |

Ebből az elvi hétfokú hangrendszerből többféle módon adódhat elő a gyakorlatban használt ötfokú hangsor, de jellemző, hogy ez tendenciájában a nagyterces pentatónia felé mutat: a nagyobbik kis-hangköz és a nagy-hangköz összevonásával a nagyterchez közeli hangköz jön létre, centben kifejezve pl. 150 + 240 = 390 illetve 150 + 270 = 420. A fenti példák közül az elsőből például ez a két ötfokú hangsor alkotható:
| 120 | 150 | 390 | 120 | 420 |

| 120 | 390 | 150 | 120 | 420 |

| 100 | 100 | 100 | 100 | 100 | 100 | 100 | 100 | 100 | 100 | 100 | 100 |

| mi | fá |  | szó |  | lá |  | ti | dó |  | ré |  | mi |